# 毕祖晖
毕租晖（？—？），东平郡须昌县（今山东省泰安市东平县）人，北魏官员。

## 生平
毕祖晖很早就有才干，从奉朝请略微升任镇远将军、前军将军、直后。正始年间，毕祖晖出任龙骧将军、东郡太守，又回朝出任骁骑将军，加征虏将军，试行代理勃海郡太守。熙平年间，毕祖晖出任颍川郡太守。神龟初年，毕祖晖出任右将军、豳州刺史，又回朝出任平东将军、光祿大夫。正光五年（524年），豳州百姓反叛，招引陇地的贼寇，进攻逼迫州城。朝廷认为毕祖晖之前在豳州得到百姓的人心悦服，任命毕祖晖出任平西将军、豳州刺史、署理安西将军，作为别将前往讨伐。毕祖晖一边作战一边前进，突破包围进入州城。孝昌初年，北海王元颢的援兵抵达，豳州州城的围困才被解除。毕祖晖因为保全州城的功勋，获封新昌县开国子，食邑四百户。孝昌三年（527年），萧宝寅败退时，毕祖晖率领全城军民向东前往华州，被免除官职爵位。很快毕祖晖署理征虏将军，代理豳州刺史。建义年间，魏孝庄帝元子攸诏令恢复毕祖晖的刺史官位和爵位，加抚军将军。永安年间，毕祖晖从大岭栅规入州城。当时叛军首领叱干骐驎守卫太子壁，毕祖晖将他击败。叛军宿勤明达再度进攻毕祖晖，毕祖晖士兵少粮食耗尽，也没有援军支持，被宿勤明达击败，因此死去，时年虚岁五十。
毕元宾归附北魏后，先是娶东平刘氏，有四个儿子毕祖朽、毕祖髦、毕祖归、毕祖旋，获赐妻元氏生两个儿子毕祖荣、毕祖晖。毕祖朽最年长，毕祖晖比毕祖髦小。北魏的旧例，前妻即便先有儿子，之后赐妻所生的儿子都是承宗的嫡子。所以刘氏先去世，毕祖晖不服重孝；元氏后去世，毕祖朽等人都为元氏守孝三年。

## 家庭

### 父母
- 毕元宾，北魏使持节、平南将军、殿中尚书、彭城平公
- 元氏

### 兄弟姐妹
- 毕祖朽，北魏安东将军、瀛州刺史、南城县男
- 毕祖髦，北魏扬烈将军、兖州别驾、须昌伯
- 毕祖荣，早逝，由儿子毕义允袭毕众敬爵位东平公
- 毕祖归，北魏建宁郡太守
- 毕祖旋，北魏太尉行参军、镇远将军

### 子女
- 毕义勰，东魏开府中郎、新昌县子
- 毕义云，北齐七兵尚书